# آنتونیو سوسا
آنتونیو سوسا (پرتغالی: António Sousa؛ زادهٔ ۲۸ آوریل ۱۹۵۷) بازیکن سابق و مربی فوتبال اهل پرتغال است.
از باشگاه‌هایی که در آن بازی کرده‌است می‌توان به باشگاه فوتبال ژیل ویسنته، باشگاه فوتبال بیرامار، باشگاه فوتبال اسپورتینگ، و باشگاه فوتبال پورتو اشاره کرد.
وی همچنین در تیم ملی فوتبال پرتغال بازی کرده‌است.